# Richard Benyon

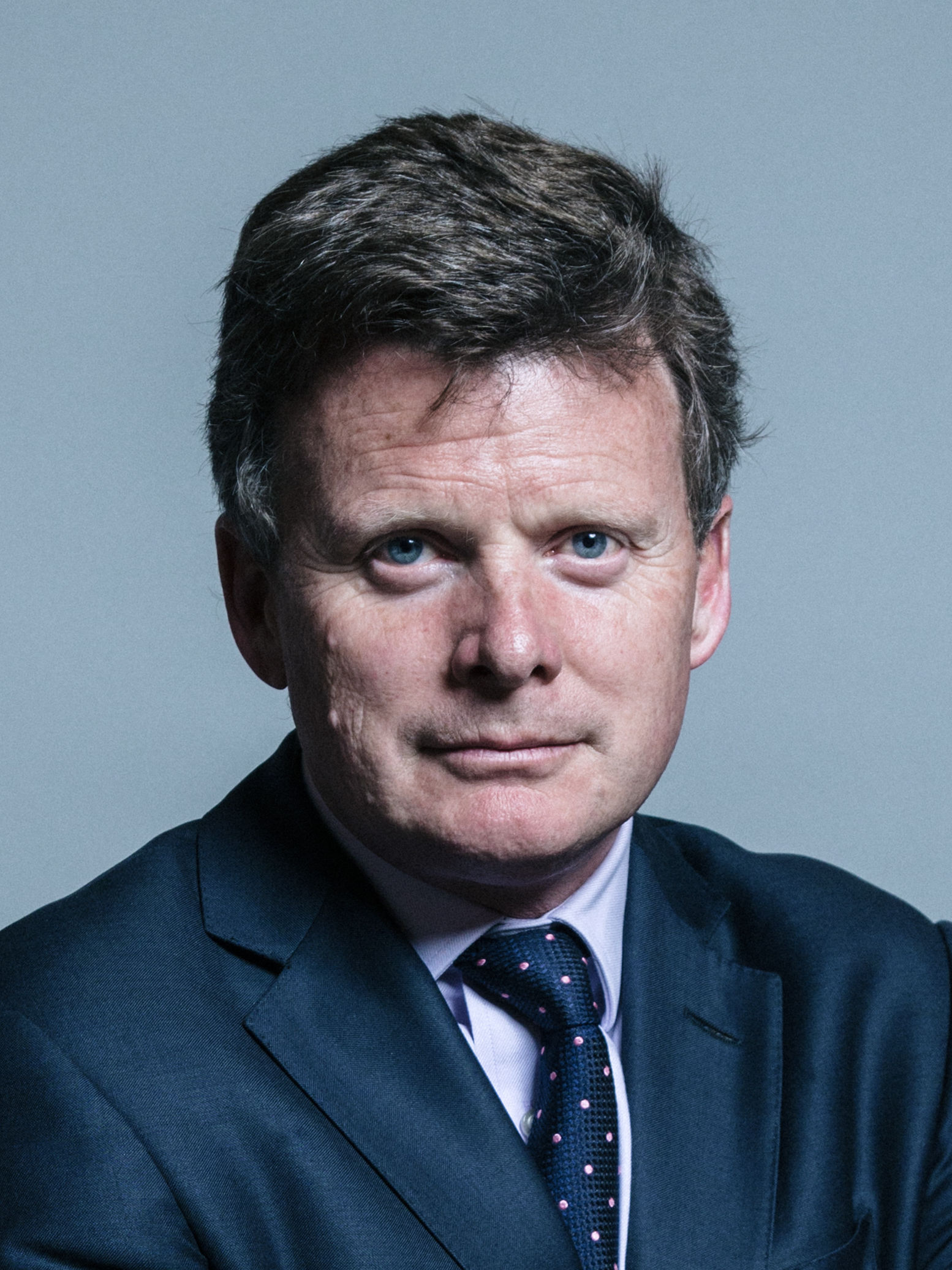
Richard Benyon, 2017

Richard Benyon, Baron Benyon (* 21. Oktober 1960 in Reading, Berkshire) ist ein britischer Politiker der Conservative Party.

## Leben

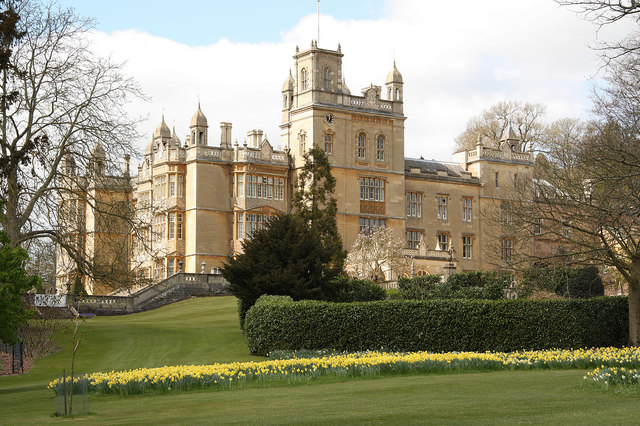
Wohnsitz der Familie Richard Benyon

Richard Benyon besuchte das Bradfield College und studierte an der Royal Agricultural University. Er absolvierte eine Ausbildung an der Royal Military Academy Sandhurst und war bei der Britischen Army beschäftigt. Benyon ist seit 2005 Abgeordneter im Britischen Unterhaus. Am 4. September 2019 wurde Benyon wegen seiner parlamentarischen Gegenwehr gegen einen Brexit ohne EU-Austrittsabkommen aus der Fraktion der Conservative Party ausgeschlossen. Er kündigte daraufhin an, bei der kommenden Unterhauswahl nicht erneut kandidieren zu wollen.
Benyon war in erster Ehe mit Emma Villiers und ist in zweiter Ehe mit Zoe Robinson verheiratet und hat fünf Kinder. Mit seiner Familie wohnt er im Englefield House.
Am 26. Januar 2021 wurde er als Baron Benyon, of Englefield in the Royal County of Berkshire, zum Life Peer erhoben und ist dadurch seither Mitglied des House of Lords.
Seit dem 4. November 2024 hat er das Hofamt des Lord Chamberlain inne, das er von Andrew Parker, Baron Parker of Minsmere übernahm.